# Hatna Danarda
Hatna Danarda, más conocido por su nombre artístico Arda (Madiun, Java Oriental; 17 de junio de 1988), es un cantante indonesio. Fue vocalista del grupo Naff y más adelante pasó a formar parte como vocalista de la banda Teenebelle.

## Inicios con Naff
En el 2000, se unió oficialmente al grupo Naff, banda que lanzó sus primeros álbumes titulados como terlahir (2000), terbang tinggi (2001) y naff (2003).

## Biografía
Arda nació en Madiun el 17 de junio de 1988, en el Día de San Valentín de 1998 empezó a competir en un concurso de canto. Sin embargo, fue eliminado de la competencia el 14 de febrero de 1998. En el 2000, se unió oficialmente al grupo Naff. Más adelante Arda fue vocalista del grupo Kotak.

## Discografía

### Con Naff
- terlahir (2000)
- terbang tinggi (2001)
- naff (2003)

- Datos: Q12485440